# Bettina Burchard
Bettina Luise Burchard (* 28. August 1986 in Paris, Frankreich) ist eine deutsche Schauspielerin.

## Werdegang
Burchard wuchs mit vier Geschwistern in Chavenay, einem Pariser Vorort auf. Nach dem Abitur studierte sie von 2007 bis 2011 an der Hochschule für Schauspielkunst Ernst Busch in Berlin. Anschließend spielte Burchard an der Schaubühne am Lehniner Platz in Berlin und war im Ensemble des Volkstheaters Rostock und des Theaters Heilbronn. Außerdem wirkte sie in deutschen Fernsehserien wie SOKO Leipzig und Kripo Holstein mit. Von 2018 bis 2021 spielte sie an der Seite von Daniel Donskoy und ihrer Schwester Marie Burchard in der RTL-Serie Sankt Maik die Polizistin Eva Hellwarth.
Bettina Burchard ist die Schwester der Schauspielerin Marie Burchard und des Kunsthistorikers Wolf Burchard. Zudem ist sie die Großnichte des Architekten Walter Gropius.

## Filmografie
- 2011: Vertrauen (Kurzfilm)
- 2012: SOKO Stuttgart – Die Aufreißer (Fernsehserie)
- 2012: SOKO Leipzig (Fernsehserie, zwei Folgen)
- 2013: Echolot
- 2013: Zima (Kurzfilm)
- 2014: Kripo Holstein – Mord und Meer – Angst um Lars (Fernsehserie)
- 2014: Look 4 Them
- 2018–2021: Sankt Maik (Fernsehserie, 28 Folgen)
- 2019: SOKO Köln – Benni (Fernsehserie)
- 2019: In aller Freundschaft – Die jungen Ärzte – Gratwanderung (Fernsehserie)
- 2020: SOKO Leipzig – Die letzte Rate (Fernsehserie)
- 2021: Kommissar Dupin – Bretonische Spezialitäten
- 2022: Bettys Diagnose – Ausgetrickst (Fernsehserie)
- 2022: Letzte Spur Berlin – Heimsuchung (Fernsehserie)
- 2022–2023: Fritzie – Der Himmel muss warten (Fernsehserie, 10 Folgen)
- 2023: Der Staatsanwalt – Wein und Mord (Fernsehserie)
- 2023: Familie Anders: Willkommen im Nest (Fernsehreihe)
- 2023: Familie Anders: Zwei sind einer zu viel (Fernsehreihe)
- 2023: Landfrauen: Wir können auch anders (Fernsehfilm)
- 2024: Wendland: Stiller und das große Schweigen
- 2024: Familie Anders: Die rosarote Brille (Fernsehreihe)
- 2024: Familie Anders: Mann Nummer 1 (Fernsehreihe)
- 2024: Unschuldig – Der Fall Julia B.
- 2024: Wendland: Stiller und der rote Faden
- 2025: In aller Freundschaft: Schwere Zweifel (Fernsehserie)